# Melianthus
Melianthus – rodzaj roślin z rodziny Francoaceae. Obejmuje 6 gatunków. Występują one w RPA, Namibii i Lesotho. Rosną na terenach półpustynnych i piaszczystych, ale też w miejscach wilgotnych, przy strumieniach. Zasiedlają bardzo suchą Pustynię Namib i stoki Gór Smoczych, gdzie opady roczne sięgają 1500 mm. Gatunki występujące na terenach suchych mają często pędy nadziemne spalane podczas pożarów, ale łatwo odrastają. Ich kwiaty zapylane są przez ptaki – nektarniki.
Melianthus major jest uprawiany jako oryginalna roślina ozdobna ze względu na wonne liście (o bardzo ostrym zapachu po skruszeniu), efektowne kwiatostany i czarny nektar. W Kalifornii gatunek ten uprawiany jest także z powodu przyciągania do ogrodów kolibrów. Do Europy sprowadzony został już w 1673 i jest popularny na obszarach o łagodnym i ciepłym klimacie, tj. w zachodniej i południowej części kontynentu. Poza tym uprawiany bywa także w szklarniach. Na różnych obszarach gatunek dziczeje i bywa inwazyjny, w czym pomaga mu to, że liście są trujące i nie są zgryzane przez zwierzęta. Szczególnie obficie rośnie jako zdziczały w Nowej Zelandii i Australii, występuje jako obcy także na Wyspie Świętej Heleny, w Himalajach, w Boliwii i Hiszpanii.
W XIX wieku zaproponowane zostały dla tego rodzaju nazwy: „miodosok”, „miodokwiat” i „miodosocznia”, ale nie weszły do użycia, a miodokwiatem współcześnie określa się rodzaj roślin storczykowatych.

## Morfologia

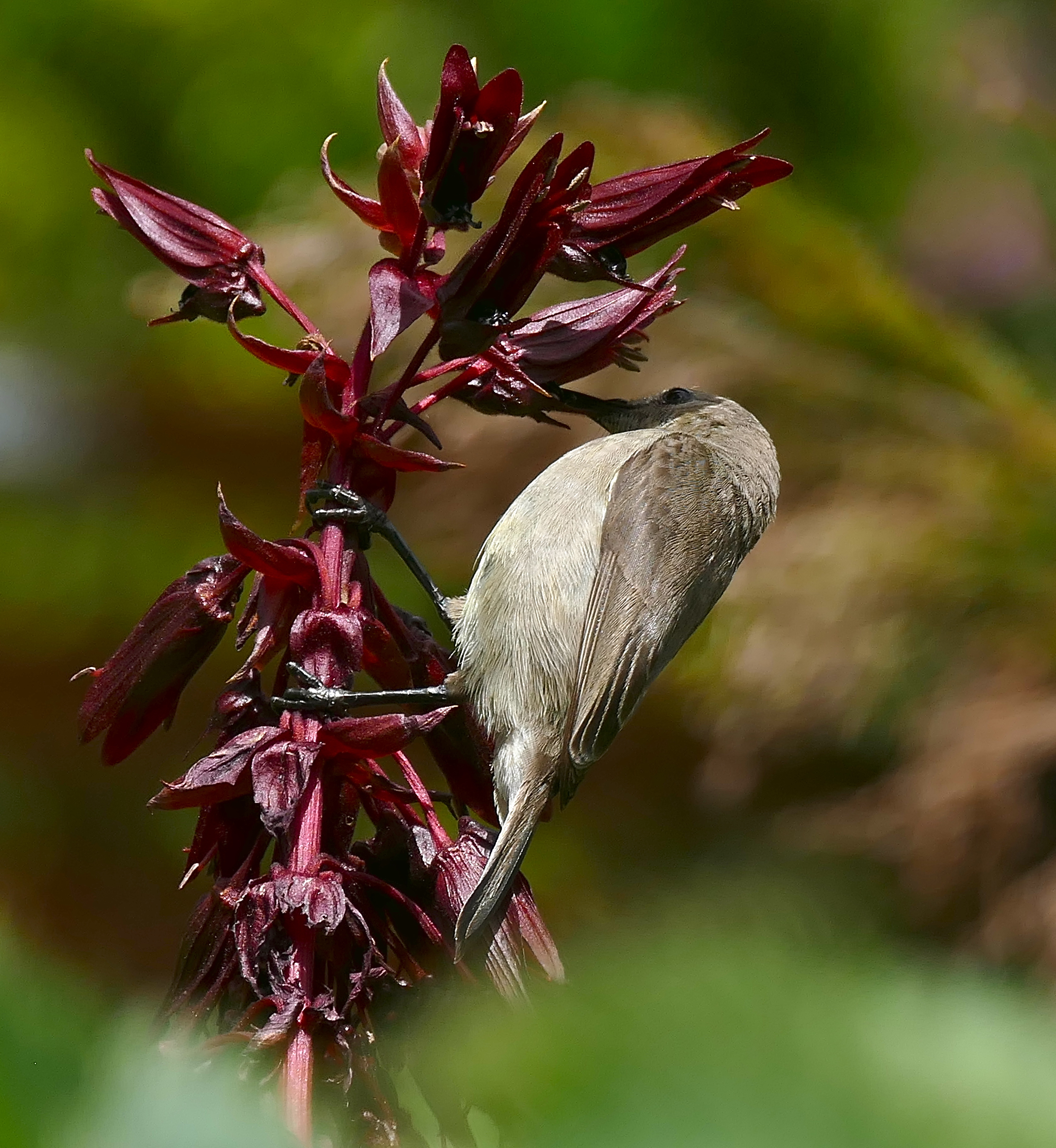
Kwiatostan M. major z nektarnikiem czerwonopręgim

PokrójKrzewy i półkrzewy o pędach słabo zdrewniałych, często pustych wewnątrz, gęsto rozgałęziających się tuż nad powierzchnią ziemi. Osiągają do 3 m wysokości.
LiścieUlistnienie skrętoległe. Liście nieparzystopierzasto złożone z 5–27 listków. Listki są grubo piłkowane, rzadko całobrzegie. Oś liścia jest oskrzydlona. U nasady liścia znajduje się para, czasem zrośniętych, trwałych przylistków.
KwiatyWyrastają skrętolegle lub w okółkach zebrane w grona, szczytowe lub rozwijające się w kątach liści. Czasem szczytowy kwiat w kwiatostanie jest sterylny i rozwija tylko czerwoną koronę. Kwiaty są grzbieciste i odwrócone. Dno kwiatowe i nasady listków okwiatu są mniej lub bardziej rozszerzone tworząc nibyostrogę (mentum), w której gromadzi się nektar. Pięć działek kielicha o barwie zielonej lub czerwonawej wykształconych jest trojako – para zewnętrzna jest jajowata do jajowatolancetowatej, para boczna jest węższa do kształtu równowąskiego włącznie, dolna działka jest rozdęta, jajowata, zaostrzona lub trójdzielna. Płatki korony są czerwone, skupione u dołu kwiatu. Pręciki są cztery. Górna para jest dłuższa i wolna, dolna jest krótsza i zrośnięta u nasady. Miodnik kubeczkowaty, zwykle ciemnozabarwiony i wypełniony obficie wydzielanym bardzo ciemnym nektarem. Zalążnia powstaje z 4 owocolistków i ma też tyleż komór. W każdej rozwija się od 2 do 6 zalążków. Szyjka słupka jest trwała, na szczycie czasem nieznacznie rozdzielona na krótkie łatki znamienia.
OwoceCzterokanciaste torebki, skórzaste lub cienkościenne, okrzydlone lub dęte, otwierające się na szczycie. Nasiona są kuliste do gruszkowatych, o średnicy 4–6 mm, zwykle lśniące i czarne, rzadziej brązowe.

## Systematyka
Pozycja systematyczna
Rodzaj od dawna łączony jest z innym rodzajem południowoafrykańskim – Bersama. W 1862 George Bentham i Joseph Dalton Hooker zaliczyli oba rodzaje do plemienia Meliantheae w mydleńcowatych Sapindaceae. W późniejszych systemach, jeszcze do końca XX wieku (m.in. w systemie Cronquista z 1981 i Takhtajana z 1997), zwykle już jako rodzina miodokwiatowatych Melianthaceae, rośliny te wciąż włączano do mydleńcowców Sapindales. W XXI wieku ujęcie Melianthaceae nieco rozszerzono i rodzinę rozpoznano jako należącą do bodziszkowców Geraniales (system APG II z 2003). W systemie APG IV (2016) jeszcze bardziej rozszerzono ujęcie rodziny i przeniesiono ją pod nazwę Francoaceae. W obrębie rodziny Melianthus wspólnie z siostrzanym rodzajem Bersama tworzy bazalne plemię Bersameae Planchon.
Wykaz gatunków
- Melianthus comosus Vahl
- Melianthus dregeanus Sond.
- Melianthus elongatus Wijnands
- Melianthus major L.
- Melianthus pectinatus Harv.
- Melianthus villosus Bolus